# Таранівка
Тарані́вка — село в Україні, у Зміївській міській громаді Чугуївського району Харківської області. До 2020 орган місцевого самоврядування — Таранівська сільська рада. Населення становить 5085 осіб.

## Географія
Село Таранівка примикає до села Безпалівка. Розташоване на водорозділі неподалік від витоків річок Берестова (басейн Дніпра) і Вільшанка (басейн річки Дон).

## Транспорт
Через село проходить залізниця, станції Шурине та Широніне, і автомобільна дорога Т 2107.

## Історія
Село вперше згадується в 1685 році, на Муравському шляху.
1685 — зведений Архангело-Михайлівський храм.
У 1693 році, коло села розташувалася татарська орда на чолі з Нураддін Султаном (15 000 татар, та загін яничарів). Татари грабували й нищили села і міста Зміївщини. Від них потерпали Нова Водолага та Стара Водолага, Зміїв, Соколове та Мерефа.
У 1711 р. Таранівка була взята штурмом спільним загоном татар та запорожців, що діяли в рамках походу Пилипа Орлика проти московської влади.
У 1730 році, містечко було захоплено татарами та запорожцями. Місцевих мешканців було взято до полону.
У 1731 році, в Таранівці квартирував керівник Слобідських козацьких полків, генерал Й. Вейсбах.
16 листопада 1732 року згорів храм. У зв'язку з неможливістю відбудови нового храму, було вирішено купити церкву в Новій Водолазі. Новий храм, було освячено як і спалений на честь архангела Михаїла.
У 1816 році за кошт парафіян, був побудований кам'яний Архангело-Михайлівський храм. Допоміг грошами на будівництво храму, також російський імператор Олександр I. Вдячні за це, мешканці встановили у храмі новий престол святого Олександра Невського. Храм був дуже пошкоджений під час Другої світової війни. Після війни зруйнований.
За даними на 1864 рік у казенному селі, центрі Таранівської волості Зміївського повіту, мешкало 4185 осіб (2040 чоловічої статі та 2145 — жіночої), налічувалося 674 дворових господарства, існувала православна церква.
Станом на 1886 у колишній державній слободі мешкало 5347 осіб, налічувалося 952 дворових господарства, існували православна церква, школа, 11 лавок, відбувалися базари й 4 ярмарки на рік.
За переписом 1897 року кількість мешканців зросла до 5822 осіб (2935 чоловічої статі та 2887 — жіночої), з яких 5812 — православної віри.
Станом на 1914 рік кількість мешканців слободи зросла до 8734 осіб.
У 1924 році було утворено Таранівський район, який виділили зі складу Зміївського району. Райцентром новоутвореного району стала Таранівка.
Село постраждало внаслідок геноциду українського народу, вчиненого урядом СРСР у 1932—1933 роках, кількість встановлених жертв у Таранівці та Дудківці — 375 людей.
12–16 лютого 1942 року угорські війська пограбували село, спалили 43 хати, розстріляли і повісили 93 місцевих мешканців, а 140 побили.
12 червня 2020 року, відповідно до Розпорядження Кабінету Міністрів України  № 725-р «Про визначення адміністративних центрів та затвердження територій територіальних громад Харківської області», увійшло до складу Зміївської міської громади.
19 липня 2020 року, в результаті адміністративно-територіальної реформи та ліквідації Зміївського району, село увійшло до складу Чугуївського району Харківської області.

## Населення
Згідно з переписом УРСР 1989 року чисельність наявного населення села становила 5951 особа, з яких 2624 чоловіки та 3327 жінок.
За переписом населення України 2001 року в селі мешкало 5066 осіб.

### Мова
Розподіл населення за рідною мовою за даними перепису 2001 року:
| Мова       | Відсоток |
| ---------- | -------- |
| українська | 92,02 %  |
| російська  | 7,67 %   |
| молдовська | 0,14 %   |
| білоруська | 0,08 %   |
| німецька   | 0,04 %   |

## Економіка
- Молочно-товарна і велика птахо-товарна ферми.
- Олійня
- Виробництво трубчатих електронагрівачів[16]

## Об'єкти соціальної сфери
- Школа.
- Лікарня.
- Сільська рада
- Музей гвардійців-широнінців[17]

## Релігія
- Архангело-Михайлівський храм ПЦУ Харківської єпархії

## Відомі люди
У селі народилися
- Панас Іванович Буценко — радянський державний і політичний діяч;
- Загревський Іван Парфентійович — голова колгоспу імені Леніна села Лигівки Сахновщинського району Харківської області. Депутат Верховної Ради УРСР 10-го скликання.
- Пустовойт Василь Степанович — двічі Герой Соціалістичної праці. Народився 14 січня 1886 року в с. Таранівка Зміївського повіту Харківської обл. Розробив високоефективні системи селекції і насінництва соняшнику з високою олійністю; створив 20 високоолійних (олійність абсолютно сухого насіння до 57 %), стійких проти хвороб сортів («Передовик», «ВНІІСК 8883», «ВНІІМК 6540» та багато інших). За визначні заслуги перед державою був двічі відзначений званням Героя Соціалістичної Праці. Помер 11 жовтня 1972 року у м. Краснодарі;
- Лазуренко (тепер Коровко) Дарія Іванівна. Народилася 29 березня 1929 року в с. Таранівка. За значні досягнення в отриманні великих врожаїв у 1948 році Указом Президії Верховної Ради СРСР від 29 серпня 1949 року надано звання Героя Соціалістичної праці. мешкає в с. Чапаєво Кегичівського району Харківської області;
- Андрій Федорович Павловський (29.11.1788 р. — 5.02.1857 р.). Народився в слободі Таранівка Слобідсько-Української губернії Зміївського повіту. У 1799 р. вступив до Харківського колегіуму, де вивчав граматику, синтаксис, поезію, риторику, філософію, німецьку мову та математику. Після закінчення, у 1806 році зарахований казеннокоштним студентом на фізико-математичне відділення до Харківського університету. Після закінчення якого залишений при університеті. 1813 рік — отримав ступінь магістра, 1815 — ад'юнкт по кафедрі чистої математики, 1819 — затверджений у званні екстраординарного професора, а з 1826 р. — екстраординарний професор, продовжуючи залишатися магістром. У 1845 році затверджений у званні заслуженого професора. Читав курси з алгебри, геометрії та ін. До січня 1835 року склав рукописний каталог з богослов'я, філософії, правознавства, політики, статистики, географії. У 1837—1838 рр. — ректор Харківського університету. У 1850 році Рада університету обрала Павловського своїм почесним членом. Наприкінці 1880-х років в Харківському університеті на кошти його сина, Федора Андрійовича, була заснована премія імені заслуженого професора А. Ф. Павловського за найкращу роботу з математики, механіки, астрономії, фізики, хімії. Помер у м. Харкові на 70 році життя;
- Лебединський Петро Іванович (архієпископ Сільвестр) народився близько 1750 року в с. Таранівка колишнього Зміївського повіту. Відомо, що навчався він спочатку в Переяславській семінарії, потім у Харківському колегіумі, після закінчення якого деякий час був у ньому вчителем. Тут, в 1785 році, прийняв монашество і був посвячений у ієромонахи під іменем Сильвестр. 23 травня 1790 року Священний Синод, на знак великих заслуг Сильвестра Лебединського перед церквою, видає розпорядження піднести його до сану архімандрита в Спасово-Преображенський монастир, а в 1791 році він був призначений на посаду першого ректора Астраханської семінарії. У 1794 році його переводять на більшу посаду — ректора Казанської академії і настоятелем Свияжського Богородицького монастиря. 1799 року архімандрит Сильвестр Лебединський був посвячений ув єпископи Малоросійської Переяславської єпархії і вікарія Київської єпархії, а з 17 грудня 1803 року він — перший єпископ Полтавський і Переяславський. На цій посаді наш земляк заснував Полтавську духовну семінарію, відкрив у ній класи філософії та богослов'я. Лебединський пробув єпископом до 23 січня 1807 року, коли був призначений архієпископом Архангельським та Кавказьким. У кінці 1807 року пише в Священний Синод прошеніє про звільнення на спокій у зв'язку із тяжкою хворобою. Чекаючи звільнення Сильвестр проживає спочатку в маєтку генерала Попова, а з 26 грудня 1807 року — у Болдінському монастирі. 10 січня 1808 року Сильвестра Лебединського було звільнено з посади архієпископа з призначенням настоятелем у Глухівський Петропавлівський монастир Харківської губернії. 24 вересня 1808 року Сильвестр Лебединський виїхав на Батьківщину, але 5 листопада у слободі Ровеньки Острозького повіту Воронізької губернії земляка не стало. 8 листопада його було поховано під вівтарем парафіяльної Миколаївської церкви у цьому ж селі;
- Тома Геннадій Леонідович — солдат Збройних сил України, учасник російсько-української війни 2014—2017 років. Народився 26 червня 1973 року в с. Таранівка. Загинув при виконанні бойового завдання 21 липня 2014 року біля м. Луганська Луганської області. Похований у с. Шелестове Коломацького району Харківської області. 22 червня 2015 року в с. Таранівка герою урочисто була відкрита меморіальна дошка.
- Каркач Павло Михайлович (нар. 1937) — радянський та український вчений-правознавець, спеціаліст у галузі кримінального процесу і працівник органів прокуратури. Прокурор Харківської області з 1996 по 1997 рік, а потім ректор Інституту підвищення кваліфікації Генеральної прокуратури України та професор кафедри кримінального процесу Національної юридичної академії України імені Ярослава Мудрого.

## Галерея

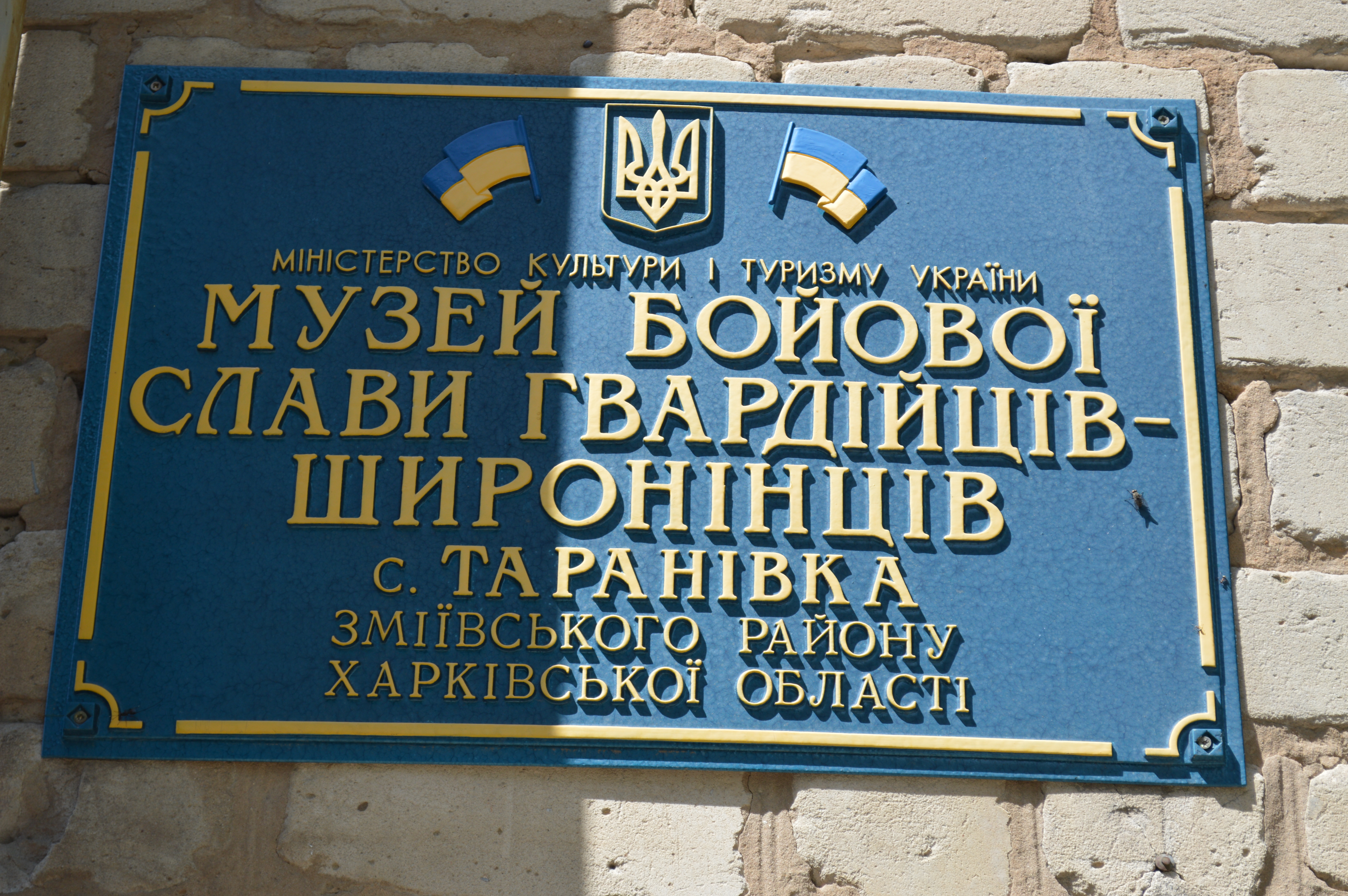
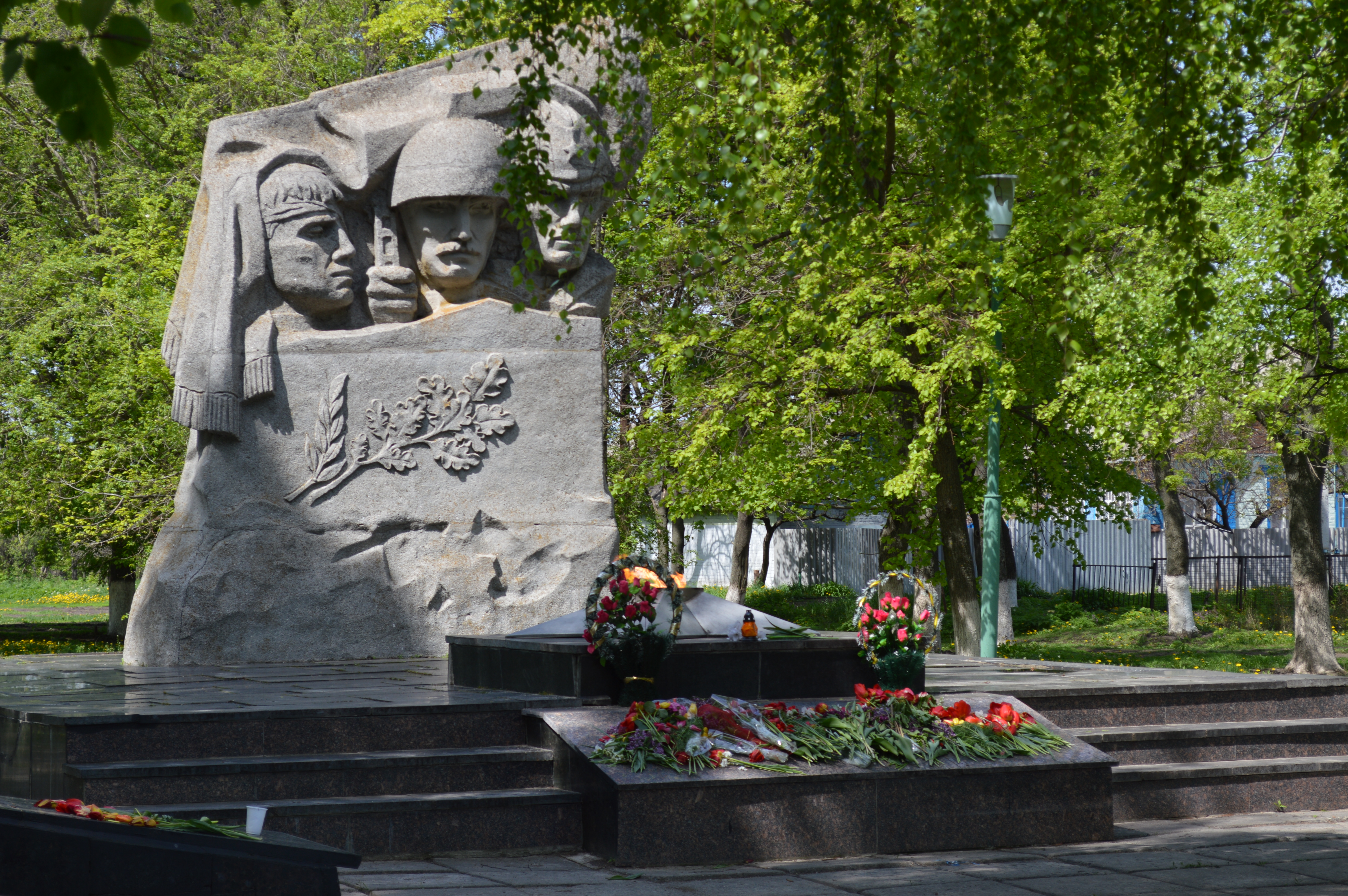
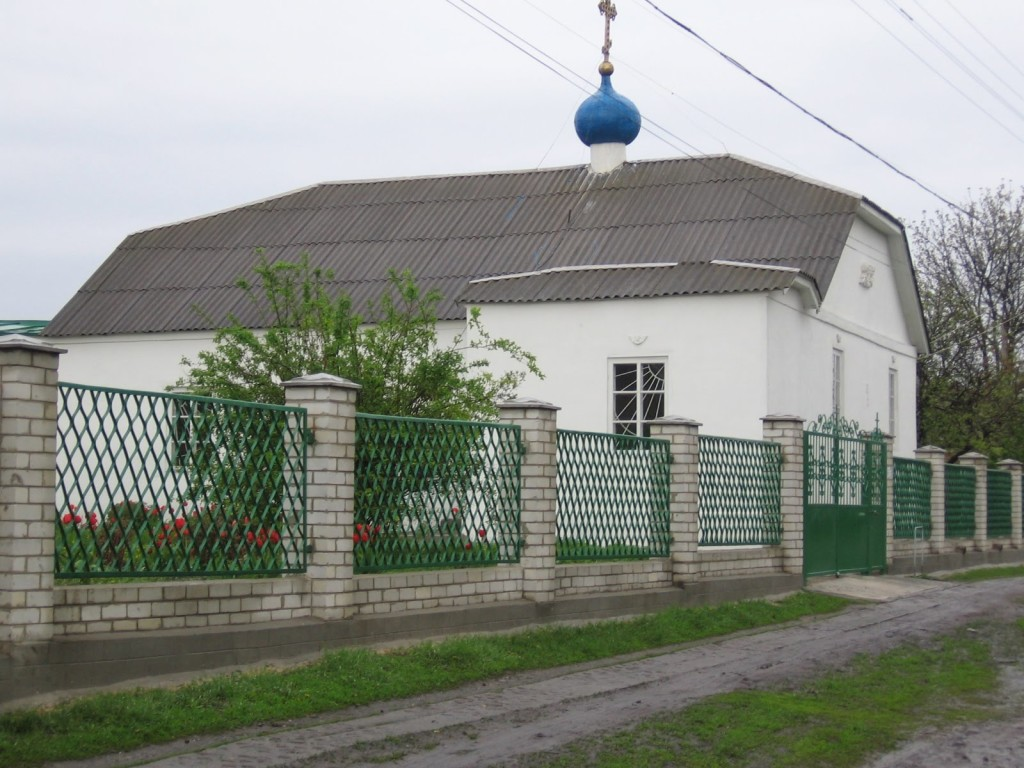